# David Held
David Held   (Londres, 27 d'agost de 1951 - Durham, 2 de març de 2019) va ser un sociòleg anglès, professor de política i sociologia de l'Open University i catedràtic de ciència política en la càtedra Graham Wallace de ciències polítiques en la London School of Economics. Es va formar a Gran Bretanya, França i Estats Units. Fou cofundador de l'editorial Polity, especialitzada en temes de ciències socials i humanitats.

## Obres principals
- Introduction to Critical Theory: Horkheimer to Habermas (1989)
- Models of Democracy (1987), fully revised 2nd edition (1996), 3a edició (2006)
- Political Theory and the Modern State (1989)
- Democracy and the Global Order: From the Modern State to Cosmopolitan Governance (1995)
- Global Transformations: Politics, Economics and Culture, coautor (1999)
- Globalization/Anti-Globalization coautor (2002), 2a edició (2007)
- Cosmopolitanism: A Defence (2003)
- Global Covenant: The Social Democratic Alternative to the Washington Consensus (2004)